# Yara Costa
Yara Costa Pereira, conhecida como Yara Costa, (Moçambique, 1982) é uma realizadora e jornalista moçambicana.

## Percurso
Yara Costa nasceu em 1982, em Moçambique. Depois de ter terminado o ensino secundário na África do Sul, foi estudar jornalismo no Brasil na Universidade Federal Fluminense. De seguida fez um mestrado em cinema documental na Universidade de Nova York, continuando a estudar cinema em Cuba.

## Filmografia
- 2011 - Porquê aqui? Histórias chinesas em África [4][5]
- 2014 - A travessia [6]
- 2017 - Os Desterrados [7]
- 2018 - Entre Eu e Deus [8]
- 2021 - Depois da água [9]

## Ligações Externas
- Vimeo Oficial - Yara Costa

- Entre eu e Deus - Documentário de Yara Costa com Karen Abdulramane

- Depois da Água - Documentário